# 2016年歐洲聯盟公投（公投日期等）規例
《2016年歐洲聯盟公投（公投日期等）規例》（英語：European Union Referendum (Date of Referendum etc.) Regulations 2016；No. 278）是英国议会的一項法定文書。
2016年2月20日，保守黨籍首相戴维·卡梅伦在首相府宣布將會舉行脫歐公投，繼而制定本規例。法例依據《2015年歐洲聯盟公投法令》，就在2016年6月23日於英国和直布罗陀舉行欧洲联盟會籍全國性公投以及宣佈2016年4月15日至6月23日期間的十個星期為競選期制定法律條文。規例在2016年3月4日生效。

## 內容
- 弁言[3]
- 第1條：引稱、生效與範圍[4]
- 第2條：釋義[5]
- 第3條：公投日期[6]
- 第4條：公投時段[7]
- 第5條：申請為指定組織：申請期開始日期[8]
- 第6條：公投時段期間的申報捐款或受規管交易時段[9]
- 簽署[10]
- 附表：解說備註[11]